# جون ويزلي بلاسينجيم
جون ويزلي بلاسينجيم (بالإنجليزية: John Wesley Blassingame)‏ (مارس 1940 - 13 فبراير 2000) هو باحث أمريكي ومؤرخ وكاتب ومن أوائل من أجروا دراسات في العبودية في أمريكا. وكان بلاسينجيم الرئيس السابق لقسم الدراسات الأفريقية الأمريكية في جامعة ييل. توفي عن عمر يناهز التسع والخمسين، ولا يزال سبب الوفاة مجهولاً، وذلك وفقًا لما يقوله ابنه جون ويزلي بلاسينجيم الابن.
ولد بلاسينجيم في كوفينجتون، في ولاية جورجيا لأبويه جرادي وأوديسا بلاسينجيم. وحصل على بلاسينجيم على درجة البكالريوس في جامعة فورت فالي ستيت كوليدج (1960)، وحصل على الماجيستير في جامعة هوارد يونيفرستي (1961)، بالإضافة إلى درجة ماجيستير أخرى في عام 1968، ونال الدكتوراة (1971) في جامعة ييل يونيفرستي. والتحق بلاسينجيم بهيئة التدريس في جامعة ييل في عام 1970، وفي عام 1974، أصبح أستاذ تاريخ. ولمدة 29 عام كان بلاسينجيم أستاذ تاريخ، ودراسات أفريقية أمريكية، ودراسات أمريكية في جامعة ييل.
كتب بلاسينجيم العديد من الكتب وحررها، ومن هذه الكتب: «رؤى جديدة في الدراسات عن السود» (1971)، و«مجتمع العبيد: الحياة في مَزارع الجنوب فبما قبل الحرب الأهلية» (1972)، و«نيو أورلينز السوداء، 1860-1880» (1973)، وأيضًا «فريدريك دوغلاس، النفير» (1976). وبالإضافة إلى ذلك، جمع بلاسينجيم رسائل العبيد، والمقابلات التي أُجريت معهم، والمزيد من المادة العلمية الأخرى عنهم في كتابه «شهادة العبيد: قرنان من الرسائل، والخُطب، والسير الذاتية» (1977)، ويحتوي الكتاب على مجموعة كبيرة مختارة من التسجيلات المفسرة والموثقة لعبيد يتحدثون عن نفسهم في زمن العبودية، تحديدًا في الفترة التي عاش فيها توماس جيفرسون، وروبرت إدوارد لي، وهنري كلاي، وغيرهم. ومن 1979 إلى 1999، عكف بلاسينجيم على تحرير أوراق فريدريك دوغلاس، ونشر ستة مجلدات عن أوراق دوغلاس ومخطوطاته الأولية المكتوبة بخط اليد. وانضم بلاسينجيم إلى العديد من الكتاب في مسيرة عمله في كتاب الكتب وتحريرها. وشارك بلاسينجيم ماري ف.بيري في تأليف كتاب «الذاكرة طويلة الأجل: حياة السود في أمريكا» (1982)، وشارك أيضًا لويس هارلان في تحرير كتاب «كتابات في السيرة الذاتية لبوكر تاليافرو واشنطن» (1972).
كان بلاسينجيم طيلة حياته عضوًا في عدة منظمات تعنى بالحفاظ على التاريخ والتراث، وأيضًا العديد من المنظمات التعليمية ومنها رابطة التاريخ الأمريكي، ورابطة التاريخ الجنوبي، وأخوية فاي بيتا سيجما، وجمعية فاي ألفا ثيتا الشرفية.
ويُحي ذكرى بلاسينجيم زوجته تيشيا جاكسون بلاسينجيم، وابنه جون ويزلي بلاسينجيم الابن، وابنته تيا ماري، ووالده جرادي بلاسينجيم.